# Oxytropis pseudohirsutiuscula
Oxytropis pseudohirsutiuscula är en ärtväxtart som beskrevs av I.T. Vassilczenko. Oxytropis pseudohirsutiuscula ingår i släktet klovedlar, och familjen ärtväxter. Inga underarter finns listade i Catalogue of Life.